# 법성항
법성항은 전라남도 영광군 법성면 법성리에 있는 어항이다. 1992년 10월 9일 지방어항으로 지정하여 관리하고 있다. 시설관리자는 영광군수이다. 고려 초엽에 개설된 부용창(현 법성항)은 영산창과 함께 전라도 2대 조창의 하나였다.